# マデリーン・ストウ
マデリーン・ストウ（Madeleine Stowe, 1958年8月18日 - ）はアメリカ合衆国・ロサンゼルス出身の女優。日本では、マデリーン・ストー と表記される場合もある。

## 来歴
父親はイギリス人、母親はコスタリカ人。10歳の時からピアノをはじめ、コンサートで弾くまでになったが、ヴラジーミル・ホロヴィッツも教えたという彼女の教師が亡くなったことがきっかけで音楽から距離を置く。その後、南カリフォルニア大学でジャーナリズムと映画を学びながら舞台にも立つ。テレビにも出るようになるが、長い間、端役出演が続き、29歳の時に『張り込み』で映画デビューした。
1982年に俳優のブライアン・ベンベンと結婚、二人の子供がいる。

## 主な出演作品
- 大草原の小さな家（1980年）
- ギャング Gangster Wars （1981年）
- 張り込み Stakeout （1987年）
- 3人の婚約者 Worth Winning （1989年）
- リベンジ Revenge （1990年）
- 黄昏のチャイナタウン The Two Jakes （1990年）
- ラスト・オブ・モヒカン The Last of the Mohicans （1992年）
- クローゼット・ランド Closet Land （1991年）
- 不法侵入 Unlawful Entry （1992年）
- 張り込みプラス Another Stakeout （1993年）
- ショート・カッツ Short Cuts （1993年）
- 瞳が忘れない/ブリンク Blink （1994年）
- バッド・ガールズ Bad Girls （1994年）
- チャイナ・ムーン/魔性の女 白い肌に秘められた殺意 China Moon （1994年）
- 12モンキーズ Twelve Monkeys （1995年）
- マイ・ハート、マイ・ラブ Playing by Heart （1998年）
- 将軍の娘/エリザベス・キャンベル The General's Daughter （1999年）
- クローン Impostor （2001年）
- ワンス・アンド・フォーエバー We Were Soldiers （2002年）
- シルベスター・スタローン ザ・ボディガード　Avenging Angelo （2002年）
- ミッシング・ハイウェイ Octane （2003年）
- RAINES Raines （2007年） テレビドラマ
- リベンジ Revenge （2011年 - 2012年） テレビドラマ
- サウンドトラック Soundtrack (2019年) テレビドラマ